# Вився (Чемеровецкий район)
Вився (укр. Вівся) — село в Чемеровецком районе Хмельницкой области Украины.
Население по переписи 2001 года составляло 860 человек. Почтовый индекс — 31610. Телефонный код — 3859. Занимает площадь 2,215 км². Код КОАТУУ — 6825280801.

## Местный совет
31610, Хмельницкая обл., Чемеровецкий р-н, с. Вився, ул. Ленина, 45